# NGC 4437
NGC 4437 (другие обозначения — NGC 4517, IRAS12301+0023, UGC 7694, FGC 1455, MCG 0-32-20, ZWG 14.63, KCPG 344B, UM 505, PGC 41618) — спиральная галактика (Sc) в созвездии Дева.
Этот объект занесён в новый общий каталог несколько раз, с обозначениями NGC 4437, NGC 4517.
Этот объект входит в число перечисленных в оригинальной редакции «Нового общего каталога».
В галактике имеются два пылевых диска.